# Dandya purpusii
Dandya purpusii là một loài thực vật có hoa trong họ Măng tây. Loài này được (Brandegee) H.E.Moore mô tả khoa học đầu tiên năm 1953.